# 皮涅拉 (烏拉圭)

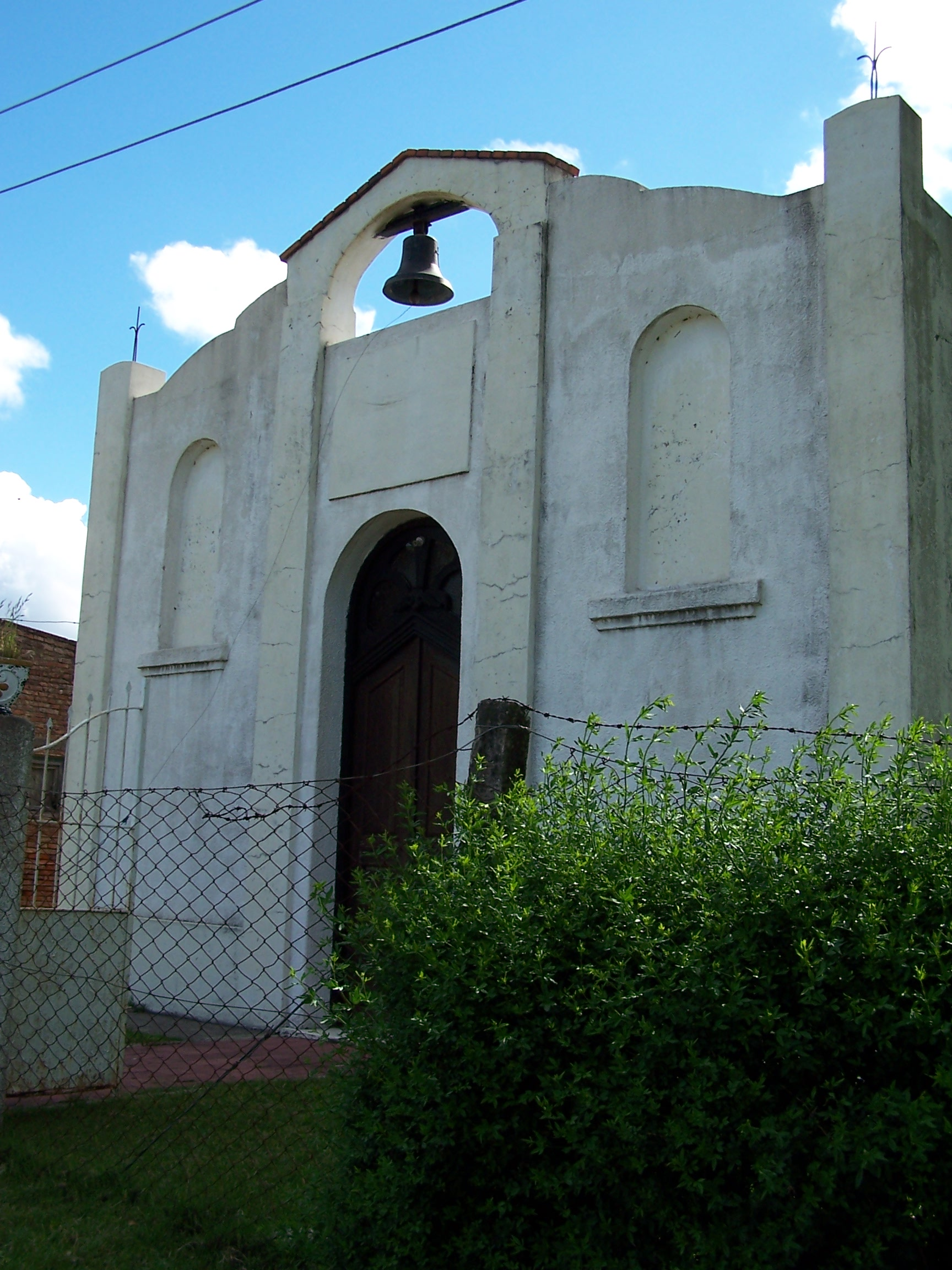

皮涅拉（西班牙語：Piñera），是烏拉圭的城鎮，位於該國西部，由派桑杜省負責管轄，處於吉瓊東北面20公里，距離首府派桑杜110公里，始建於1907年，海拔高度150米，2004年人口118。